# Don't (엘비스 프레슬리의 노래)
〈Don't〉은 1958년 1월 7일에 발매된 엘비스 프레슬리의 노래이다. 제리 리버와 마이크 스톨러 작곡으로, 프레슬리의 전미 11번째 1위 히트싱글이다. R&B 차트에서 〈Don't〉은 4위까지 치올랐다. 《빌보드》 선정 1958년 제일의 핫한 싱글에서 3위에 올랐다.
마이크 스톨러는, 한 인터뷰에서 곡의 작곡경위를 이렇게 해설했다. "〈Don't〉은 그(엘비스)의 의뢰를 받아 썼습니다. 오후였을까, 그날이 촬영이 있던 날인데, 으레 그렇듯 그날도 '서두르되 기다리다(hurry up and wait)' 식의 일처리였습니다. 군이 와서는 "마이크 씨, 엄청 듣기좋은 발라드 한 곡 지어줄 수 있어요?" 하더군요. 그래서, "응, 제리한테 연락해 보지. 한번 그래 보겠네." 했죠. 그날 저녁에 제리한테 전화를 걸고, 토요일에 딱 만나서 〈Don't〉을 써냈습니다. 엘비스랑 딱 알맞는 곡이더군요. 나도 좋아한 곡이고, 그 역시 좋아하더래요. 내 기억이 맞다면 12마디 되는데, 그게 블루스는 또 아니더라고요. 일요일 돼서, 스튜디오를 빌린 다음, 영 제시 군을 불러다 데모를 만들게 시켰습니다. 그 데모를 월요일에 엘비스 군한테 전해다 주니까, 썩 기뻐하더래요. 그런데 다음이 문젠 게, 파커 대령이랑 애버백이 내가 제대로 된 경로를 통하지 않았다고 아주 야단도 아닙니다. 그놈들, 두려웠던 게지요. 그 곡에 엘비스가 빠져버린바, 아주 푹 빠져버려서는 저더러 녹음시켜달라 고집을 피울까봐서요. 군의 경력의 많은 부분이 뭇사람에 의해 좌지우지 되기는 했지만, 그래도 딱 하나 그만이 좌우한 게 있다면, 바로 곡을 선별하는 데였어요. 안 좋아한 곡이면 안 불렀거든요. 좀 커서야 그랬긴 했지만. 지네들이 출반권이 없는 곡을 엘비스가 녹음할까봐 애를 태워댔죠.
음악 뮤지컬 《스모키 존스 카페》에서 〈Love Me〉를 합친 메들리로서 등장된다.

## 참여 인원
- 엘비스 프레슬리 - 리드 보컬
- 스코티 무어 - 전자 기타
- 빌 블랙 - 더블 베이스
- D. J. 폰타나 - 드럼 세트
- 두들리 브룩스 - 피아노
- 조더네이어스 - 백 보컬
- 손 노거 - 음향 엔지니어
- 스티브 숄스 - 프로듀서
- 제리 리버와 마이크 스톨러 - 작곡

## 차트
| 차트 (1958)                    | 최고 순위 |
| ------------------------------ | --------- |
| 미국 빌보드 핫 100             | 1         |
| 미국 《빌보드》 핫 컨트리 싱글 | 2         |
| 미국 《빌보드》 핫 R&B 싱글    | 4         |